# Lophocharis turanica
Lophocharis turanica är en hjuldjursart som beskrevs av Mirabdullaev 1992. Lophocharis turanica ingår i släktet Lophocharis och familjen Mytilinidae. Inga underarter finns listade i Catalogue of Life.